# José Daniel Ponce
José Daniel Ponce (25 de junio de 1962, Godoy Cruz, provincia de Mendoza, Argentina) conocido por su apodo «Bocha» es un exfutbolista argentino que se desempeñaba en la posición de mediocampista.
Actualmente está radicado en Chile y se dedica a la actividad minera.

## Carrera
José Daniel Ponce nació en Godoy Cruz, Mendoza. Hizo las inferiores en el Club Deportivo Godoy Cruz Antonio Tomba, debutando en primera a los 16 años. Estudiantes lo adquirió por 100.000 dólares estadounidenses siendo récord para el fútbol de Mendoza. Con edad de juvenil y a los casi 18 años, José Yudica lo llevó a la primera división de Estudiantes de La Plata. En el año 1982, con la llegada de Carlos Bilardo a Estudiantes de la Plata se ganó la titularidad, integrando un gran mediocampo junto con Alejandro Sabella. Con Estudiantes ganó el Campeonato de Primera División 1982 y el Nacional 1983.
Ponce fue convocado por el entonces DT de la Selección Argentina, Carlos Salvador Bilardo. Debutó como titular contra Chile en Buenos Aires, en la cancha de Vélez Sarsfield, el 23 de junio de 1983, junto con Norberto Alonso, Claudio Marangoni, y Alejandro Sabella, entre otros grandes del fútbol argentino. Luego fue convocado para jugar la Copa América de 1983. Formó parte del proceso de clasificación a la Copa Mundial de Fútbol de 1986 que ganó la Selección Argentina. El 12 de septiembre de 1984 jugó su mejor partido con la Selección Argentina, marcó 2 goles, el primero con un tiro libre exquisito, en Düsseldorf, donde Argentina derrotó por 3 a 1 a la Selección Alemana.
Después de Estudiantes, Ponce jugó en muchos equipos. En Argentina, jugó en Boca Juniors, San Lorenzo de Almagro y Gimnasia y Tiro de Salta. En el exterior jugó en Atlético Junior y Unión Magdalena en Colombia; en Nîmes Olympique en Francia; y en Coquimbo Unido, Everton, y Huachipato en Chile.
Durante su estadía en Boca Juniors, ganó la Supercopa Sudamericana en 1989 y la Recopa Sudamericana en 1990. En Boca jugó 38 partidos, convirtiendo 5 goles.
Se retiró como profesional jugando para el Huachipato al finalizar la temporada 1997.
En su carrera, Ponce disputó 331 partidos oficiales, marcando 54 goles.
Su tremenda precisión en los pases y su técnica con la pelota fueron sus grandes cualidades.

## Después del retiro
Después de su carrera como jugador, tuvo una corta carrera como DT de Naval de Talcahuano entré los años 2005 y 2006. Luego, se dedicó a la enseñanza del fútbol, a cargo de las escuelas de fútbol de la municipalidad de la comuna de Hualpén. Tuvo un breve paso como inspector y coordinador de deportes en un colegio de Valparaíso (colegio Numancia). 
Trabajó en una faena minera en Antofagasta, Chile, como Supervisor de Patio en Bodega proyecto OGP1. En su empresa independiente presta servicios como contratista.
Vive en Chile, en la VIII Región del Biobío, en la Comuna de Hualpén, y tiene tres hijos llamados; José Daniel, Catalina y Kiara.

## Clubes
| Club                     | País      | Año       |
| ------------------------ | --------- | --------- |
| Estudiantes de La Plata  | Argentina | 1980-1984 |
| Atlético Tucumán         | Argentina | 1984      |
| Estudiantes de La Plata  | Argentina | 1985      |
| Atlético Junior          | Colombia  | 1986-1987 |
| Unión Magdalena          | Colombia  | 1988      |
| Estudiantes de La Plata  | Argentina | 1988-1989 |
| Boca Juniors             | Argentina | 1989-1990 |
| Nîmes Olympique          | Francia   | 1990-1991 |
| San Lorenzo de Almagro   | Argentina | 1991-1992 |
| Gimnasia y Tiro de Salta | Argentina | 1993      |
| Douglas Haig             | Argentina | 1994      |
| Independiente Rivadavia  | Argentina | 1995      |
| Coquimbo Unido           | Chile     | 1995-1996 |
| Everton                  | Chile     | 1996      |
| Huachipato               | Chile     | 1997      |

## Palmarés

### Campeonatos nacionales
| Título           | Club                    | País      | Año    |
| ---------------- | ----------------------- | --------- | ------ |
| Primera División | Estudiantes de La Plata | Argentina | M-1982 |
| Primera División | Estudiantes de La Plata | Argentina | N-1983 |

### Campeonatos internacionales
| Título                 | Club         | Sede final | Año  |
| ---------------------- | ------------ | ---------- | ---- |
| Supercopa Sudamericana | Boca Juniors | Avellaneda | 1989 |
| Recopa Sudamericana    | Boca Juniors | Miami      | 1990 |